# پایان کودکی (ترانه)
پایان کودکی (به انگلیسی: Childhood's End) نام آهنگی از گروه موسیقی پراگرسیو راک پینک فلوید است که در آلبوم ۱۹۷۲ آنها با نام تیره و تار در پشت ابر قرار دارد.این آهنگ آخرین آهنگی است که دیوید گیلمور به ترانه‌سرایی برای آلبوم‌های گروه می‌پردازد و از اشعار وی در آهنگ‌های گروه استفاده می‌شود و این موضوع تا آلبوم لغزش آنی در عقل نیز ادامه می‌یابد.

## اجرای زنده
پایان کودکی توسط گروه پینک فلوید در تورهای اروپایی در اواخر سال ۱۹۷۲ میلادی و برخی اجراها در مارس ۱۹۷۳ در تور آمریکای شمالی به اجرا درمی‌آمد.در اجراهای زنده آهنگ شامل موسیقی بی کلام نسبتاً بلند می‌شده که در نسخهٔ استودیویی دیده نمی‌شود.

## نوازندگان و سازندگان
- دیوید گیلمور - گیتار آکوستیک ، گیتار الکتریک، خواننده
- ریچارد رایت - اُرگ
- راجر واترز - بیس
- نیک میسن - درام